# Loro Ciuffenna
Loro Ciuffenna – miejscowość i gmina we Włoszech, w regionie Toskania, w prowincji Arezzo.
Według danych na styczeń 2009 gminę zamieszkiwały 5874 osoby przy gęstości zaludnienia 66,2 os./1 km².

## Miasta partnerskie
- Gruissan
- Tifariti